# Gyllinge
Gyllinge är en by i södra delen av Ödeshögs socken i Ödeshögs kommun, Östergötland.
Byn består av tre gårdar, Norrgården, Mellangården och Sörgården och har Gyllingesjön i söder.
Gyllinge omfattar ett mantal enligt jordeböcker och mantalslängder och är på 111 hektar.
Gyllinge gränsar i norr till Öjan och Stora Smedstorp, i öster till Gåsabol och Södra Bråten, i söder till Staffanstorp, i sydväst till Gyllingesjön och Ingefrearp i Jönköpings kommun och i väster till Kopparp. 

## Skiftesförrättning
Gyllinge blev skatteköpt 1703 av Hans Nilsson och hans son Nils Hansson. 
Gyllinge blev formellt skiftat först genom storskiftet 1795. Då delades gyllinge i tre gårdar om vardera 1/3 dels mantal. Ägare till Mellangården var då Peter Håkansson. Södergården ägdes av änkan Maja Persdotter i Lilla Krokek och Norrgården av Hans Hansson och hans mor Karin Nilsdotter.

## Vägmöte
Gyllinge har under lång tid varit ett vägmöte. I Gyllinge möts tre vägar, som leder mot Stava, Narbäck och Kvatarp.

## Torp

### Hybbeln
Hybbel är en äldre beteckning på ett ruckel eller kyffe. Hybbeln låg nere i sydöstra hörnet av Gyllinges marker, nära där Södra Bråtens och Staffanstorps marker möts. 1666 dog här en gammal knektehustru.

### Soldattorp
Soldattorpet ligger mot nordost, nära gränsen mot Stora Smedstorp och Gåsabol.
Det var troligen byggt i samband med indelningsverkets bildande på 1680-talet.
Vid generalmönstring med Första Livgrenadjärregementet ,femte kompaniet, på Malmen 18 juni 1806 var livgrenadjären Johan Ärlig, 45 år, från Gyllinge, närvarande. Han hade då redan 25 tjänstgöringsår som livgrenadjär och slapp bli uttagen till tjänstgöring i Pommern.

## Spöken
Någonstans utmed vägen mot Gåsabol, över Gyllinge sandgärde, spökade det i gamla tider. Det har berättats att det var omöjligt att cykla här. Det var någon osynlig kraft som bromsade och höll igen. Man var tvungen att gå av och leda cykeln. Det kan möjligen vara Johan Ärlig, som dagen före julafton 1828 frös ihjäl, inte långt från sin hydda, där han bodde ensam som går igen.
Vid södra delen av Gyllingesjön ligger Blåhallsberget, just på gränsen mellan Gyllinge och Staffanstorp. I detta berg bodde ett berömt troll som kallades Blåhallsgubben. Höll man sig väl med honom fick man god fiskelycka i sjön.